# مارتینویل، کبک
مارتینویل (به فرانسوی: Martinville) شهری در منطقه شهری کوتیکوک ناحیه استری در استان کبک کانادا است. در سرشماری سال ۲۰۱۱ این شهر ۴۷۴ نفر جمعیت داشته‌است و مساحت آن ۴۸٫۶۴ کیلومتر مربع است.